# John Polkinghorne
John Charlton Polkinghorne (født 16. oktober 1930, død 9. marts 2021) KBE FRS var en engelsk teoretisk fysiker, teolog, forfatter og anglikansk præst. Han var en fremtrædende og førende stemme, der talte om forholdet mellem videnskab og religion.